# James Freud
James Randall Freud (29 de junho de 1959 - 4 de novembro de 2010) foi um músico, cantor e compositor de rock australiano.